# Jan Švadlenka
Jan Švadlenka (* 29. prosince 1963, Praha) je český sochař a bývalý fotbalista, obránce.

## Fotbalová kariéra
V československé lize hrál za Slavii Praha. V československé lize nastoupil ve 24 utkáních a dal 1 gól. Ve druhé nejvyšší soutěži nastupoval i za Xaverov

## Ligová bilance
| Ročník                                   | Zápasy | Góly | Klub                          |
| ---------------------------------------- | ------ | ---- | ----------------------------- |
| 1. československá fotbalová liga 1985/86 | 16     | 1    | Slavia Praha                  |
| 1. československá fotbalová liga 1986/87 | 8      | 0    | Slavia Praha                  |
| Česká národní fotbalová liga 1987/88     | 22     | 2    | TJ DP Xaverov Horní Počernice |
| Česká národní fotbalová liga 1988/89     | 29     | 1    | TJ DP Xaverov Horní Počernice |
| 2. česká fotbalová liga 1993/94          | -      | 0    | SK Xaverov Praha              |
| CELKEM 1. liga                           | 24     | 1    |                               |

## Sochař
Po skončení fotbalové kariéry (ze zdravotních důvodů) se zabýval tvorbou kožených koláží v kombinaci s různými materiály. Postupně přešel k sochám. Je převážně autodidakt. Jeho sochy vlastní mj. režisér Juraj Jakubisko, který sochu "Zasněná" umístil do svého filmu Post coitum. Jeho metrové šachy použil ve svém filmu Bathory.
Jan Švadlenka je též iniciátorem sympozií a pracovních setkání sochařů. Své sochy vystavuje v několika galeriích, jsou součástí výzdoby mnoha veřejných i soukromých prostor v ČR i v zahraničí. Švadlenkovy sochy vlastní např. režisér muzikálů na ledě Jindřich Šimek.

## Ocenění
Zastupitelstvo Městské části Praha 8 udělilo na svém zasedání 19.6.2024 Janu Švadlenkovi Čestné občanství jako projev úcty a ocenění dlouholeté činnosti v oblasti sportu a sochařského umění. K předání ocenění došlo 24.9.2024 v obřadní síni Libeňského zámku.